# Équilibrage d'une équation chimique par la méthode algébrique
 (février 2024).
Si vous disposez d'ouvrages ou d'articles de référence ou si vous connaissez des sites web de qualité traitant du thème abordé ici, merci de compléter l'article en donnant les références utiles à sa vérifiabilité et en les liant à la section « Notes et références ».
L’équilibrage d'une équation chimique par la méthode algébrique désigne le fait d'attribuer les coefficients stœchiométriques des réactifs et produits par un système d'équations.
La méthode est la suivante :
- On pose d'abord l'équation :

{\displaystyle {\rm {C_{6}H_{12}O_{6}+O_{2}\to CO_{2}+H_{2}O}}}
- Puis on porte une variable algébrique sur chaque réactif ou produit :

{\displaystyle a\mathrm {C} _{6}\mathrm {H} _{12}\mathrm {O} _{6}+b\mathrm {O} _{2}\to x\mathrm {C} \mathrm {O} _{2}+y\mathrm {H} _{2}\mathrm {O} }
- On exprime le nombre d'atomes de nature différente en termes d'équations algébriques :
  1. pour {\displaystyle {\rm {C}}} : {\displaystyle 6a=x}
  2. pour {\displaystyle {\rm {H}}} : {\displaystyle 12a=2y}
  3. pour {\displaystyle {\rm {O}}} : {\displaystyle 6a+2b=2x+y}
- On pose une valeur arbitraire pour une des variables, ce qui permettra de résoudre le système d'équations. Ainsi, a = 1 :
  - En 1 :
    - {\displaystyle 6a=x}
    - {\displaystyle 6*1=x}
    - {\displaystyle x=6}

  - En 2 :  
    - {\displaystyle 12a=2y}
    - {\displaystyle 12*1=2y}
    - {\displaystyle 12=2y}
    - {\displaystyle y=6}

  - En 3 :
    - {\displaystyle 6a+2b=2x+y}
    - {\displaystyle 6*1+2b=2*6+6}
    - {\displaystyle 6+2b=12+6}
    - {\displaystyle 6+2b=18}
    - {\displaystyle 2b=12}
    - {\displaystyle b=6}
- On peut récrire l'équation avec les valeurs trouvées. Si une ou plus d'une de ces valeurs était fractionnaire, il aurait fallu ajouter une autre étape en mettant les valeurs sur un dénominateur commun puis multiplier les réactifs et produits par ce dénominateur commun.

On écrira donc :
{\displaystyle {\rm {C_{6}H_{12}O_{6}+6O_{2}\to 6CO_{2}+6H_{2}O}}}